# Поляново (област Хасково)
 Тази статия е за селото в Област Хасково.  За другото българско село с това име вижте Поляново (Област Бургас).  
Поляново е село в Южна България. То се намира в община Харманли, област Хасково.

## Личности
Родени в Поляново
- Митре Завалов, български революционер от ВМОРО, четник на Ефрем Чучков[2]